# Église Notre-Dame-de-l'Assomption de Sainte-Marie-de-Ré
L'église Notre-Dame-de-l'Assomption est une église  située sur le territoire de la commune de Sainte-Marie-de-Ré dans le département français de la Charente-Maritime et la région Nouvelle-Aquitaine.

## Historique

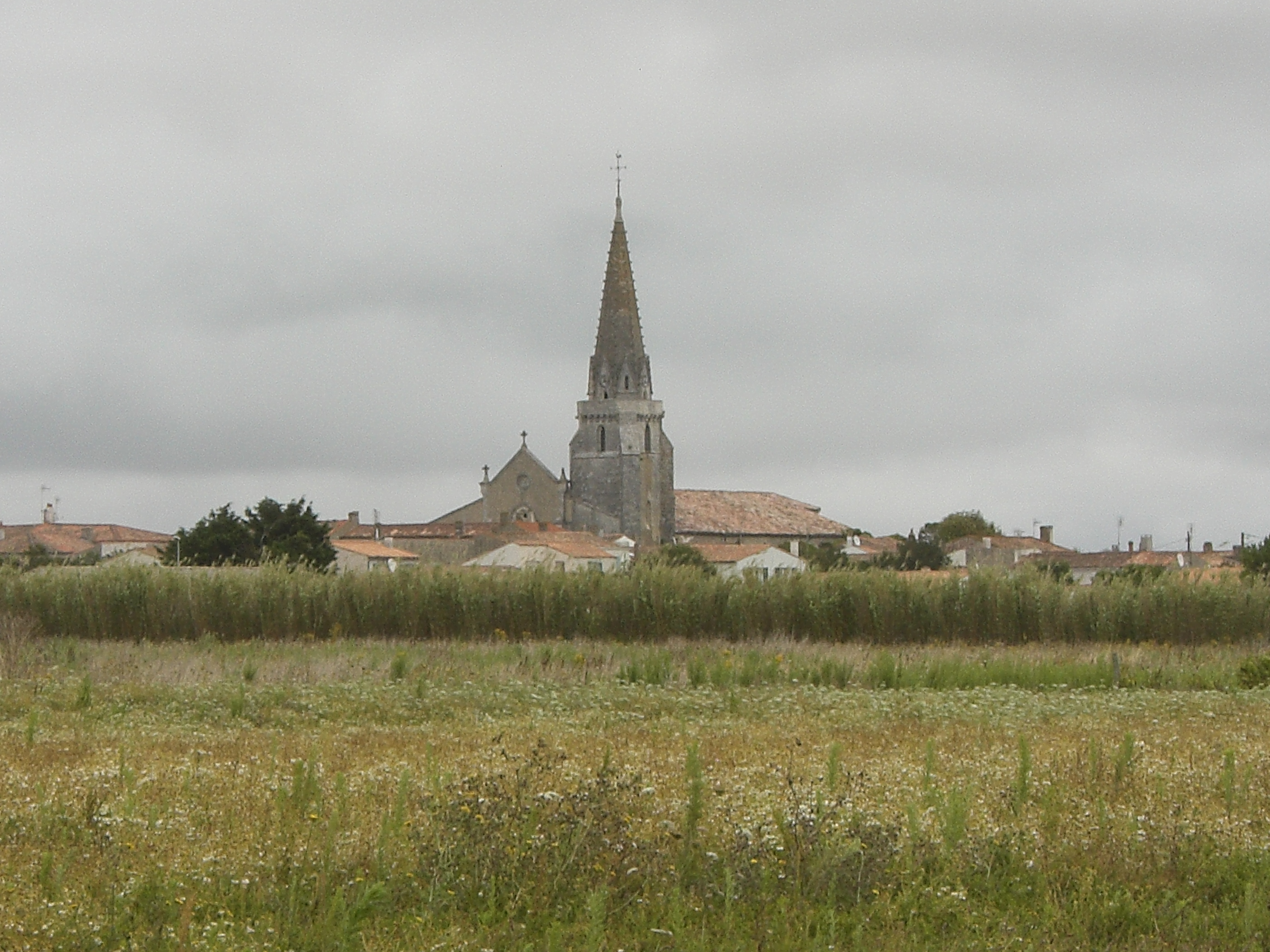
L'église dans la ville.

L'église Notre-Dame-de-l'Assomption est une église paroissiale fortifiée. La paroisse Sainte-Marie existait à la fin du XIIe siècle. En 1467, l'église était fortifiée et entourée d'un fossé. Son clocher, qui date du XVe siècle, autrefois peint en noir, servait d'amer. La plate-forme de ce clocher est dotée d'un parapet sur corbeaux formant des mâchicoulis qui ont été obturés lors des restaurations et même en partie de reconstruction au XIXe siècle ; il est percé de quelques archères.
Le clocher est classé au titre des monuments historiques en 1921.

## Galerie d'images

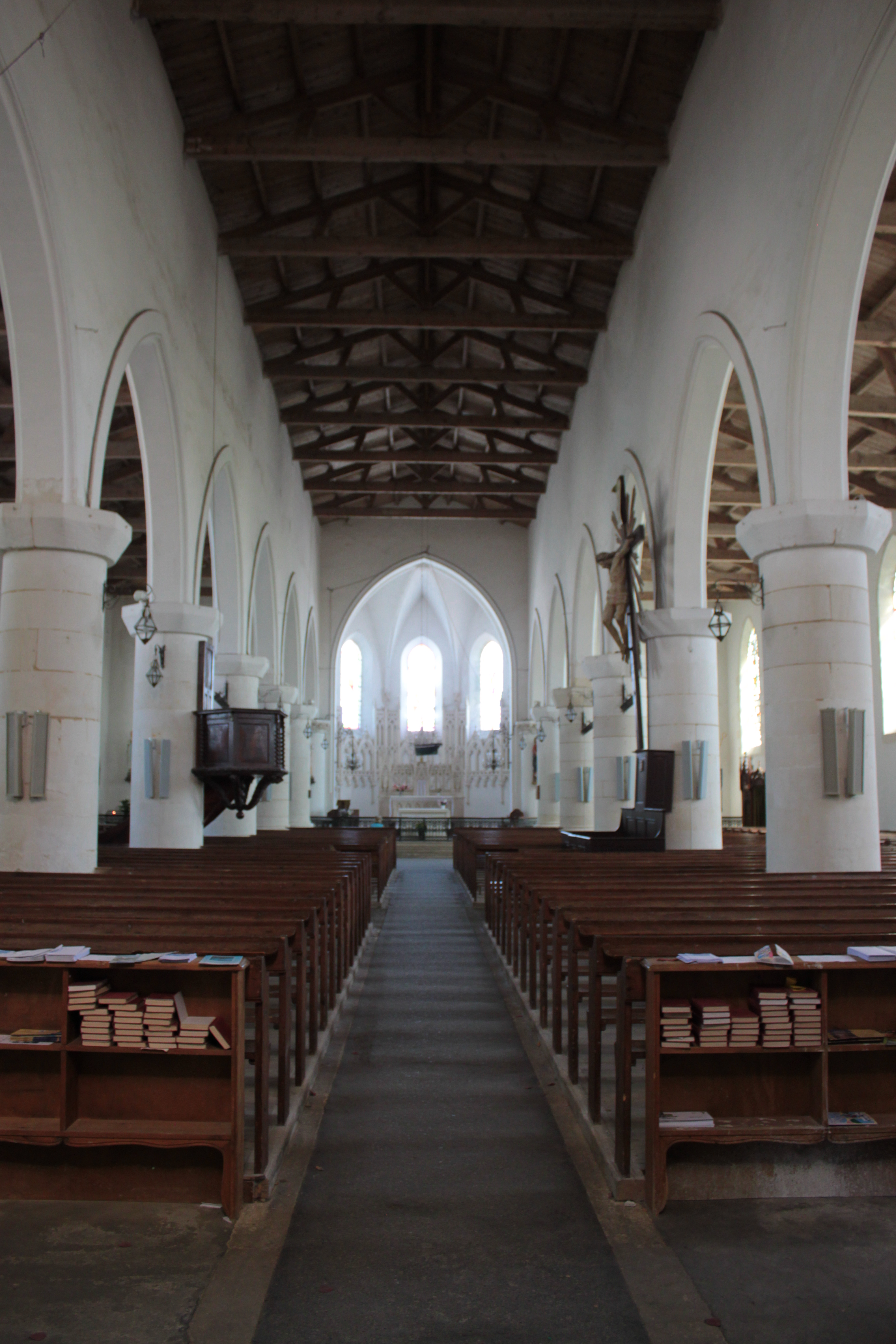
La nef,
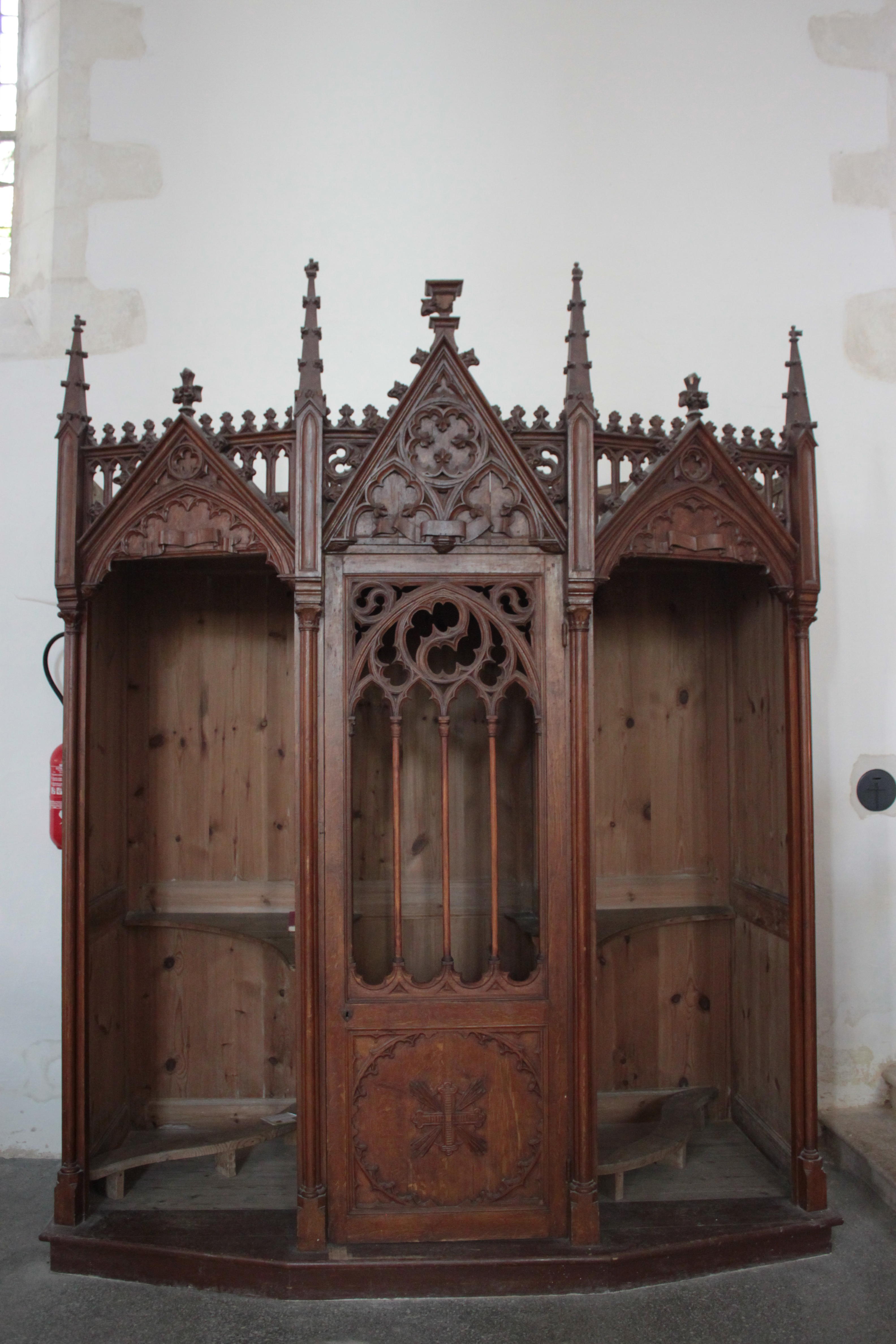
confessionnal,
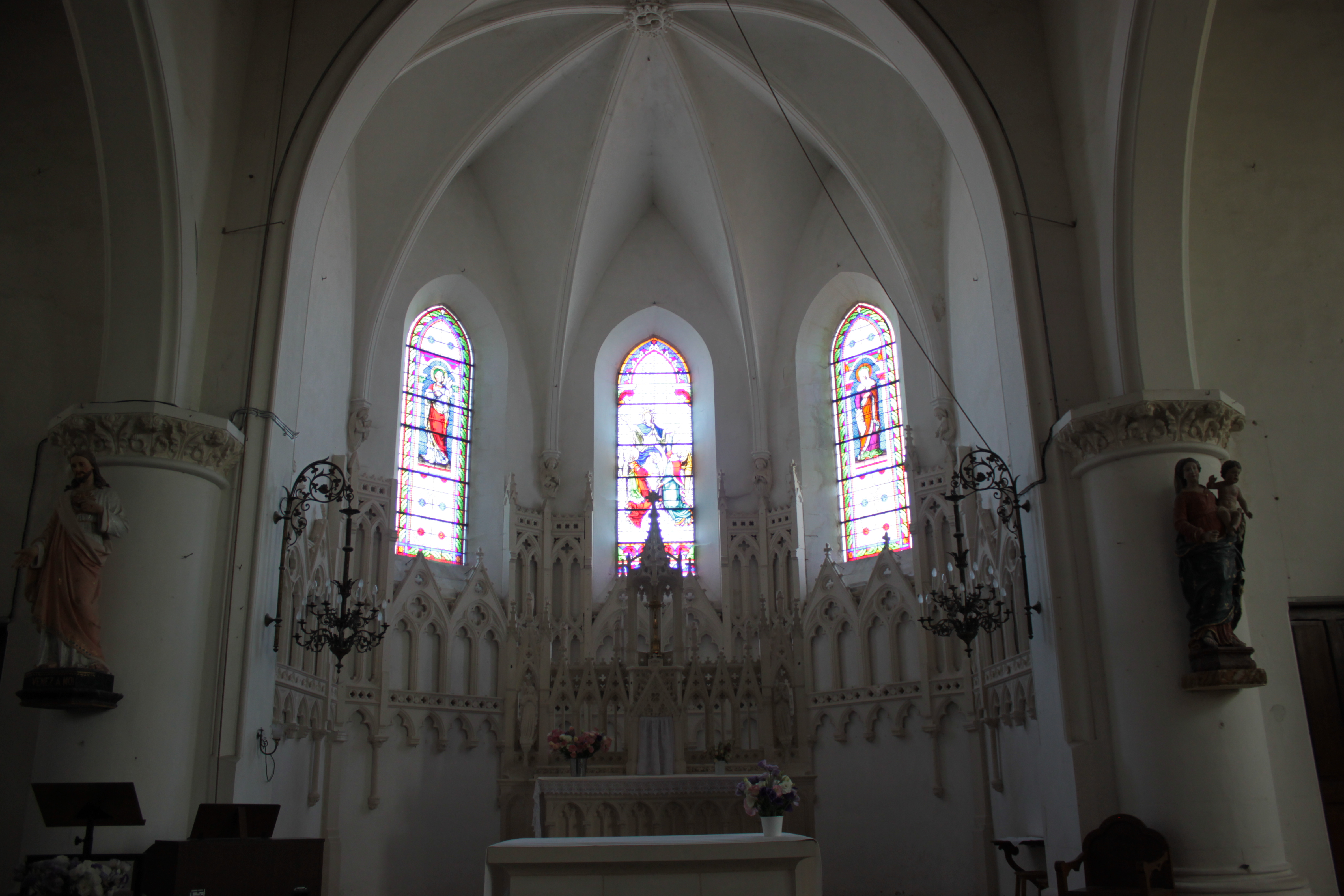
chevet,
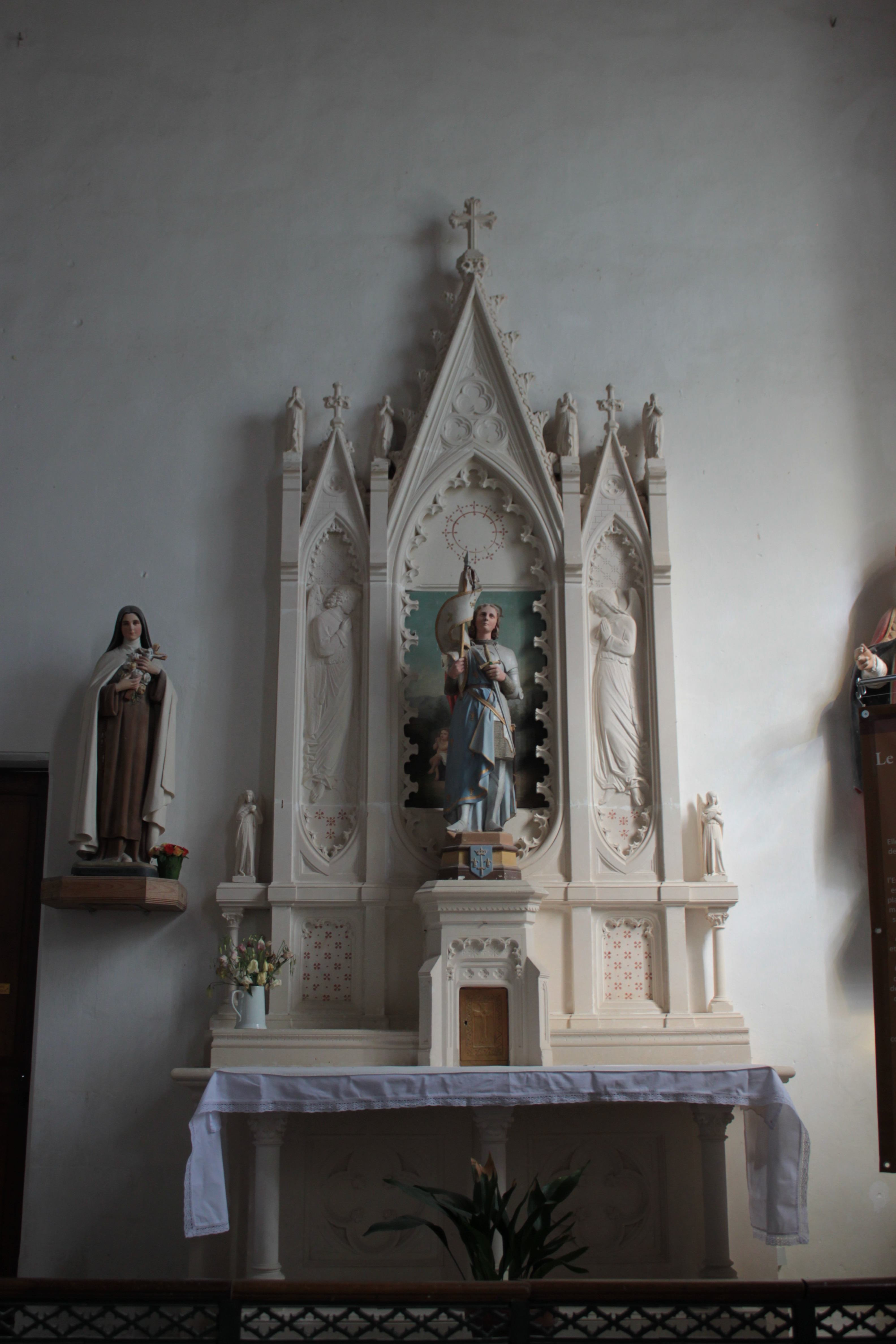
un autel.